# Verwaltungsgliederung in Deutschland 1957
In diesem Artikel wird die Verwaltungsgliederung in Deutschland 1957 dargestellt, also die Gebietsgliederung der Bundesrepublik Deutschland und der Deutschen Demokratischen Republik mit der Berücksichtigung Berlins.
Bezogen auf die Bundesrepublik Deutschland werden die Länder, Regierungsbezirke, kreisfreien Städte und Landkreise aufgelistet. Es werden die Angaben des Statistischen Jahrbuchs 1959 der Bundesrepublik Deutschland mit dem Stand 30. Juni 1957 übernommen.
Bezogen auf die Deutsche Demokratische Republik werden die Bezirke, Stadt- und Landkreise aufgelistet. Es werden die Angaben des Statistischen Jahrbuchs 1958 der Deutschen Demokratischen Republik mit dem Stand 31. Dezember 1957 übernommen.

## Gebiete
| Gebiet                          | Einwohner  | Fläche in km2 | Bev.-Dichte Ew./km2 |
| ------------------------------- | ---------- | ------------- | ------------------- |
| Berlin                          | 3.332.316  | 883,80        | 3.770               |
| Bundesrepublik Deutschland      | 51.469.400 | 247.960,46    | 206                 |
| Deutsche Demokratische Republik | 16.300.654 | 107.431,00    | 152                 |
| insgesamt                       | 71.102.400 | 356.275,00    | 200                 |

## Berlin
| Stadtbereich | Eigenbezeichnung              | Einwohner | Fläche in km2 | Bev.-Dichte Ew./km2 |
| ------------ | ----------------------------- | --------- | ------------- | ------------------- |
| Ost-Berlin   | Berlin, demokratischer Sektor | 1.110.016 | 402,80        | 2.756               |
| West-Berlin  | Berlin-West                   | 2.222.300 | 480,98        | 4.620               |

## Bundesrepublik Deutschland
| Land                | Einwohner  | Fläche in km2 | Bev.-Dichte Ew./km2 |
| ------------------- | ---------- | ------------- | ------------------- |
| Baden-Württemberg   | 7.240.600  | 35.750,14     | 203                 |
| Bayern              | 9.157.600  | 70.548,50     | 130                 |
| Bremen              | 655.500    | 403,77        | 1.623               |
| Hamburg             | 1.772.400  | 747,23        | 2.372               |
| Hessen              | 4.572.100  | 21.107,82     | 217                 |
| Niedersachsen       | 6.483.600  | 47.369,34     | 137                 |
| Nordrhein-Westfalen | 15.029.000 | 33.957,67     | 443                 |
| Rheinland-Pfalz     | 3.289.200  | 19.828,42     | 166                 |
| Saarland            | 1.012.600  | 2.567,33      | 394                 |
| Schleswig-Holstein  | 2.256.800  | 15.680,26     | 144                 |

### Baden-Württemberg
| Kreisfreie Stadt           | Einwohner | Fläche in km2 | Bev.-Dichte Ew./km2 |
| -------------------------- | --------- | ------------- | ------------------- |
| Heidelberg                 | 124.800   | 94,27         | 1.324               |
| Karlsruhe                  | 226.000   | 123,12        | 1.836               |
| Mannheim                   | 291.500   | 144,94        | 2.011               |
| Pforzheim                  | 74.200    | 55,64         | 1.333               |
| Landkreis                  | Einwohner | Fläche in km2 | Bev.-Dichte Ew./km2 |
| Bruchsal                   | 111.600   | 455,47        | 245                 |
| Buchen                     | 60.300    | 827,50        | 73                  |
| Heidelberg                 | 135.300   | 486,95        | 278                 |
| Karlsruhe                  | 154.400   | 581,66        | 265                 |
| Mannheim                   | 143.400   | 313,27        | 474                 |
| Mosbach                    | 60.800    | 454,73        | 134                 |
| Pforzheim                  | 59.800    | 278,91        | 214                 |
| Sinsheim                   | 74.100    | 528,68        | 140                 |
| Tauberbischofsheim         | 75.200    | 776,66        | 97                  |
| Regierungsbezirk Nordbaden | 1.596.500 | 5.121,79      | 312                 |

| Kreisfreie Stadt                 | Einwohner | Fläche in km2 | Bev.-Dichte Ew./km2 |
| -------------------------------- | --------- | ------------- | ------------------- |
| Heilbronn                        | 80.800    | 61,34         | 1.317               |
| Stuttgart                        | 610.500   | 207,27        | 2.946               |
| Ulm                              | 92.100    | 49,77         | 1.851               |
| Landkreis (ggf. Sitz)            | Einwohner | Fläche in km2 | Bev.-Dichte Ew./km2 |
| Aalen                            | 134.200   | 1.079,05      | 124                 |
| Backnang                         | 82.800    | 589,24        | 141                 |
| Böblingen                        | 119.600   | 451,28        | 265                 |
| Crailsheim                       | 62.100    | 766,42        | 81                  |
| Eßlingen                         | 175.200   | 253,12        | 692                 |
| Göppingen                        | 190.200   | 610,30        | 312                 |
| Heidenheim                       | 105.000   | 623,99        | 168                 |
| Heilbronn                        | 154.200   | 874,32        | 176                 |
| Künzelsau                        | 29.900    | 342,05        | 87                  |
| Leonberg                         | 83.600    | 289,57        | 289                 |
| Ludwigsburg                      | 218.100   | 424,10        | 514                 |
| Mergentheim (in Bad Mergentheim) | 39.300    | 473,90        | 83                  |
| Nürtingen                        | 119.700   | 380,25        | 315                 |
| Öhringen                         | 41.600    | 397,59        | 105                 |
| Schwäbisch Gmünd                 | 95.300    | 459,28        | 208                 |
| Schwäbisch Hall                  | 57.500    | 568,35        | 101                 |
| Ulm                              | 78.300    | 861,05        | 91                  |
| Vaihingen                        | 68.800    | 384,76        | 179                 |
| Waiblingen                       | 167.900   | 433,38        | 387                 |
| Regierungsbezirk Nordwürttemberg | 2.806.700 | 10.580,38     | 265                 |

| Kreisfreie Stadt                             | Einwohner | Fläche in km2 | Bev.-Dichte Ew./km2 |
| -------------------------------------------- | --------- | ------------- | ------------------- |
| Baden-Baden                                  | 40.200    | 91,19         | 441                 |
| Freiburg                                     | 131.800   | 79,98         | 1.648               |
| Landkreis (ggf. Sitz)                        | Einwohner | Fläche in km2 | Bev.-Dichte Ew./km2 |
| Bühl                                         | 76.200    | 379,44        | 201                 |
| Donaueschingen                               | 61.600    | 766,18        | 80                  |
| Emmendingen                                  | 97.600    | 666,05        | 146                 |
| Freiburg                                     | 71.000    | 657,85        | 108                 |
| Hochschwarzwald (in Neustadt im Schwarzwald) | 41.300    | 717,99        | 58                  |
| Kehl                                         | 50.600    | 310,14        | 163                 |
| Konstanz                                     | 146.100   | 515,80        | 283                 |
| Lahr                                         | 77.700    | 444,49        | 175                 |
| Lörrach                                      | 126.000   | 638,53        | 197                 |
| Müllheim                                     | 51.100    | 433,29        | 118                 |
| Offenburg                                    | 95.500    | 467,49        | 204                 |
| Rastatt                                      | 109.000   | 545,25        | 200                 |
| Säckingen                                    | 60.700    | 375,10        | 162                 |
| Stockach                                     | 43.700    | 612,79        | 71                  |
| Überlingen                                   | 53.600    | 571,23        | 94                  |
| Villingen                                    | 75.200    | 451,38        | 167                 |
| Waldshut                                     | 62.500    | 590,12        | 106                 |
| Wolfach                                      | 50.400    | 641,19        | 79                  |
| Regierungsbezirk Südbaden                    | 1.521.700 | 9.955,50      | 153                 |

| Landkreis (ggf. Sitz)                        | Einwohner | Fläche in km2 | Bev.-Dichte Ew./km2 |
| -------------------------------------------- | --------- | ------------- | ------------------- |
| Balingen                                     | 93.400    | 478,12        | 195                 |
| Biberach                                     | 94.200    | 1.024,50      | 92                  |
| Calw                                         | 110.100   | 882,48        | 125                 |
| Ehingen                                      | 41.100    | 508,07        | 81                  |
| Freudenstadt                                 | 55.800    | 612,52        | 91                  |
| Hechingen                                    | 48.800    | 417,78        | 117                 |
| Horb                                         | 39.800    | 358,45        | 111                 |
| Münsingen                                    | 37.600    | 699,56        | 54                  |
| Ravensburg                                   | 99.200    | 708,75        | 140                 |
| Reutlingen                                   | 147.500   | 441,71        | 334                 |
| Rottweil                                     | 117.700   | 553,13        | 213                 |
| Saulgau                                      | 63.900    | 741,63        | 86                  |
| Sigmaringen                                  | 44.600    | 724,41        | 62                  |
| Tettnang                                     | 66.600    | 260,46        | 256                 |
| Tübingen                                     | 114.100   | 481,98        | 237                 |
| Tuttlingen                                   | 73.600    | 458,38        | 160                 |
| Wangen                                       | 67.700    | 740,53        | 91                  |
| Regierungsbezirk Südwürttemberg-Hohenzollern | 1.315.600 | 10.092,47     | 203                 |

### Bayern
| Kreisfreie Stadt                 | Einwohner | Fläche in km2 | Bev.-Dichte Ew./km2 |
| -------------------------------- | --------- | ------------- | ------------------- |
| Ansbach                          | 33.200    | 9,24          | 3.595               |
| Eichstätt                        | 11.300    | 7,14          | 1.586               |
| Erlangen                         | 61.800    | 28,89         | 2.141               |
| Fürth                            | 98.500    | 44,54         | 2.211               |
| Nürnberg                         | 430.000   | 129,43        | 3.323               |
| Rothenburg ob der Tauber         | 11.000    | 20,98         | 525                 |
| Schwabach                        | 21.400    | 18,23         | 1.174               |
| Weißenburg i. Bay.               | 13.900    | 31,69         | 438                 |
| Landkreis (ggf. Sitz)            | Einwohner | Fläche in km2 | Bev.-Dichte Ew./km2 |
| Ansbach                          | 50.200    | 630,62        | 80                  |
| Dinkelsbühl                      | 34.300    | 407,78        | 84                  |
| Eichstätt                        | 29.300    | 616,46        | 48                  |
| Erlangen                         | 28.000    | 214,80        | 131                 |
| Feuchtwangen                     | 34.100    | 453,21        | 75                  |
| Fürth                            | 58.200    | 304,18        | 191                 |
| Gunzenhausen                     | 39.800    | 513,73        | 77                  |
| Hersbruck                        | 32.400    | 289,10        | 112                 |
| Hilpoltstein                     | 31.000    | 516,87        | 60                  |
| Lauf (Pegnitz)                   | 45.700    | 182,67        | 250                 |
| Neustadt a. d. Aisch             | 40.000    | 493,08        | 83                  |
| Nürnberg (in Altdorf b.Nürnberg) | 46.700    | 292,10        | 160                 |
| Rothenburg ob der Tauber         | 20.100    | 451,34        | 45                  |
| Scheinfeld                       | 21.400    | 393,21        | 54                  |
| Schwabach                        | 54.100    | 519,58        | 104                 |
| Uffenheim                        | 39.200    | 566,98        | 69                  |
| Weißenburg i. Bay.               | 35.100    | 482,67        | 75                  |
| Regierungsbezirk Mittelfranken   | 1.322.700 | 7.618,51      | 174                 |

| Kreisfreie Stadt              | Einwohner | Fläche in km2 | Bev.-Dichte Ew./km2 |
| ----------------------------- | --------- | ------------- | ------------------- |
| Deggendorf                    | 16.300    | 16,19         | 1.007               |
| Landshut                      | 47.000    | 19,25         | 2.444               |
| Passau                        | 32.700    | 19,94         | 1.641               |
| Straubing                     | 36.000    | 19,31         | 1.856               |
| Landkreis (ggf. Sitz)         | Einwohner | Fläche in km2 | Bev.-Dichte Ew./km2 |
| Bogen                         | 34.600    | 513,88        | 67                  |
| Deggendorf                    | 52.600    | 553,35        | 95                  |
| Dingolfing                    | 33.900    | 413,13        | 82                  |
| Eggenfelden                   | 49.100    | 660,38        | 74                  |
| Grafenau                      | 28.000    | 379,28        | 74                  |
| Griesbach i. Rottal           | 42.100    | 495,01        | 85                  |
| Kelheim                       | 50.900    | 617,43        | 82                  |
| Kötzting                      | 32.600    | 451,42        | 72                  |
| Landau a. d. Isar             | 32.000    | 384,01        | 83                  |
| Landshut                      | 38.000    | 571,23        | 67                  |
| Mainburg                      | 21.300    | 304,51        | 70                  |
| Mallersdorf                   | 30.700    | 405,33        | 76                  |
| Passau                        | 58.900    | 523,07        | 113                 |
| Pfarrkirchen                  | 51.500    | 561,38        | 92                  |
| Regen                         | 42.900    | 573,29        | 75                  |
| Rottenburg                    | 23.300    | 385,68        | 61                  |
| Straubing                     | 29.300    | 462,90        | 63                  |
| Viechtach                     | 30.100    | 412,64        | 73                  |
| Vilsbiburg                    | 38.000    | 536,01        | 71                  |
| Vilshofen                     | 53.900    | 596,79        | 90                  |
| Wegscheid                     | 22.900    | 272,22        | 84                  |
| Wolfstein (in Freyung)        | 40.600    | 606,82        | 67                  |
| Regierungsbezirk Niederbayern | 969.300   | 10.754,43     | 90                  |

| Kreisfreie Stadt            | Einwohner | Fläche in km2 | Bev.-Dichte Ew./km2 |
| --------------------------- | --------- | ------------- | ------------------- |
| Bad Reichenhall             | 12.500    | 6,37          | 1.958               |
| Freising                    | 24.900    | 35,58         | 699                 |
| Ingolstadt                  | 47.000    | 38,53         | 1.221               |
| Landsberg a. Lech           | 11.600    | 31,91         | 363                 |
| München                     | 983.200   | 309,84        | 3.173               |
| Rosenheim                   | 30.600    | 12,62         | 2.423               |
| Traunstein                  | 14.600    | 8,71          | 1.676               |
| Landkreis                   | Einwohner | Fläche in km2 | Bev.-Dichte Ew./km2 |
| Aichach                     | 39.600    | 517,38        | 77                  |
| Altötting                   | 73.800    | 546,11        | 135                 |
| Bad Aibling                 | 42.000    | 333,84        | 126                 |
| Bad Tölz                    | 36.900    | 746,53        | 49                  |
| Berchtesgaden               | 37.400    | 624,43        | 60                  |
| Dachau                      | 63.900    | 438,45        | 146                 |
| Ebersberg                   | 51.600    | 550,86        | 94                  |
| Erding                      | 63.000    | 772,38        | 82                  |
| Freising                    | 47.000    | 695,82        | 67                  |
| Fürstenfeldbruck            | 74.600    | 476,18        | 157                 |
| Garmisch-Partenkirchen      | 56.100    | 848,59        | 66                  |
| Ingolstadt                  | 45.800    | 439,66        | 104                 |
| Landsberg a. Lech           | 39.500    | 599,59        | 66                  |
| Laufen                      | 52.700    | 555,76        | 95                  |
| Miesbach                    | 67.700    | 843,87        | 80                  |
| Mühldorf                    | 58.600    | 634,32        | 92                  |
| München                     | 98.500    | 520,49        | 189                 |
| Pfaffenhofen a. d. Ilm      | 49.300    | 560,00        | 88                  |
| Rosenheim                   | 79.300    | 819,93        | 97                  |
| Schongau                    | 36.700    | 507,60        | 72                  |
| Schrobenhausen              | 29.100    | 394,36        | 74                  |
| Starnberg                   | 66.600    | 460,98        | 144                 |
| Traunstein                  | 79.300    | 1.168,61      | 68                  |
| Wasserburg a. Inn           | 49.600    | 651,38        | 76                  |
| Weilheim                    | 65.600    | 685,59        | 96                  |
| Wolfratshausen              | 40.900    | 501,52        | 82                  |
| Regierungsbezirk Oberbayern | 2.569.200 | 16.337,49     | 157                 |

| Kreisfreie Stadt             | Einwohner | Fläche in km2 | Bev.-Dichte Ew./km2 |
| ---------------------------- | --------- | ------------- | ------------------- |
| Bamberg                      | 75.000    | 27,30         | 2.746               |
| Bayreuth                     | 59.800    | 32,22         | 1.855               |
| Coburg                       | 44.500    | 18,94         | 2.350               |
| Forchheim                    | 19.900    | 19,78         | 1.005               |
| Hof                          | 56.600    | 19,76         | 2.863               |
| Kulmbach                     | 23.300    | 24,68         | 945                 |
| Marktredwitz                 | 15.600    | 11,82         | 1.319               |
| Neustadt b. Coburg           | 12.900    | 7,34          | 1.756               |
| Selb                         | 19.100    | 11,94         | 15.97               |
| Landkreis                    | Einwohner | Fläche in km2 | Bev.-Dichte Ew./km2 |
| Bamberg                      | 78.700    | 908,73        | 87                  |
| Bayreuth                     | 46.300    | 550,47        | 84                  |
| Coburg                       | 65.000    | 508,70        | 128                 |
| Ebermannstadt                | 26.200    | 429,82        | 61                  |
| Forchheim                    | 40.600    | 401,73        | 101                 |
| Höchstadt a. d. Aisch        | 42.500    | 475,65        | 89                  |
| Hof                          | 33.300    | 298,92        | 112                 |
| Kronach                      | 77.700    | 622,90        | 125                 |
| Kulmbach                     | 35.200    | 420,14        | 84                  |
| Lichtenfels                  | 52.700    | 368,65        | 143                 |
| Münchberg                    | 42.600    | 297,10        | 143                 |
| Naila                        | 36.100    | 233,97        | 154                 |
| Pegnitz                      | 35.700    | 560,10        | 64                  |
| Rehau                        | 27.800    | 257,06        | 108                 |
| Stadtsteinach                | 20.600    | 228,24        | 90                  |
| Staffelstein                 | 24.800    | 311,67        | 80                  |
| Wunsiedel                    | 59.200    | 455,59        | 130                 |
| Regierungsbezirk Oberfranken | 1.071.500 | 7.503,01      | 143                 |

| Kreisfreie Stadt           | Einwohner | Fläche in km2 | Bev.-Dichte Ew./km2 |
| -------------------------- | --------- | ------------- | ------------------- |
| Amberg                     | 41.800    | 19,40         | 2.156               |
| Neumarkt i. d. OPf.        | 14.400    | 14,50         | 992                 |
| Regensburg                 | 120.800   | 52,25         | 2.312               |
| Schwandorf i. Bay.         | 14.800    | 10,29         | 1.437               |
| Weiden                     | 40.600    | 33,73         | 1.203               |
| Landkreis                  | Einwohner | Fläche in km2 | Bev.-Dichte Ew./km2 |
| Amberg                     | 43.600    | 768,15        | 57                  |
| Beilngries                 | 16.600    | 275,42        | 60                  |
| Burglengenfeld             | 44.200    | 402,72        | 110                 |
| Cham                       | 37.700    | 373,57        | 101                 |
| Eschenbach i. d. OPf.      | 33.100    | 506,66        | 65                  |
| Kemnath                    | 21.500    | 318,78        | 67                  |
| Nabburg                    | 28.000    | 410,35        | 68                  |
| Neumarkt i. d. OPf.        | 34.200    | 640,81        | 53                  |
| Neunburg vorm Wald         | 16.600    | 339,25        | 49                  |
| Neustadt a. d. Waldnaab    | 51.300    | 671,32        | 76                  |
| Oberviechtach              | 14.700    | 276,01        | 53                  |
| Parsberg                   | 35.500    | 807,95        | 44                  |
| Regensburg                 | 81.100    | 1.086,15      | 75                  |
| Riedenburg                 | 17.300    | 337,11        | 51                  |
| Roding                     | 29.100    | 511,25        | 57                  |
| Sulzbach-Rosenberg         | 31.900    | 339,52        | 94                  |
| Tirschenreuth              | 57.800    | 759,06        | 76                  |
| Vohenstrauß                | 25.200    | 415,38        | 61                  |
| Waldmünchen                | 16.700    | 276,79        | 60                  |
| Regierungsbezirk Oberpfalz | 868.500   | 9.646,42      | 90                  |

| Kreisfreie Stadt          | Einwohner | Fläche in km2 | Bev.-Dichte Ew./km2 |
| ------------------------- | --------- | ------------- | ------------------- |
| Augsburg                  | 201.700   | 86,03         | 2.344               |
| Dillingen a. d. Donau     | 10.200    | 18,38         | 555                 |
| Günzburg                  | 11.300    | 22,59         | 502                 |
| Kaufbeuren                | 31.100    | 20,42         | 1.525               |
| Kempten (Allgäu)          | 41.500    | 23,36         | 1.776               |
| Lindau (Bodensee)         | 22.000    | 17,20         | 1.278               |
| Memmingen                 | 28.300    | 15,90         | 1.783               |
| Neuburg a. d. Donau       | 14.600    | 17,40         | 838                 |
| Neu-Ulm                   | 21.200    | 23,57         | 900                 |
| Nördlingen                | 14.000    | 14,26         | 979                 |
| Landkreis                 | Einwohner | Fläche in km2 | Bev.-Dichte Ew./km2 |
| Augsburg                  | 92.000    | 547,07        | 168                 |
| Dillingen a. d. Donau     | 51.300    | 601,76        | 85                  |
| Donauwörth                | 55.200    | 649,90        | 85                  |
| Friedberg                 | 36.300    | 338,28        | 107                 |
| Füssen                    | 33.800    | 499,10        | 68                  |
| Günzburg                  | 49.000    | 402,67        | 122                 |
| Illertissen               | 38.000    | 300,95        | 126                 |
| Kaufbeuren                | 35.500    | 504,14        | 70                  |
| Kempten (Allgäu)          | 50.400    | 602,92        | 84                  |
| Krumbach (Schwaben)       | 34.500    | 328,29        | 105                 |
| Lindau (Bodensee)         | 39.200    | 293,40        | 134                 |
| Marktoberdorf             | 38.100    | 540,22        | 70                  |
| Memmingen                 | 47.300    | 563,72        | 84                  |
| Mindelheim                | 51.300    | 569,87        | 90                  |
| Neuburg a. d. Donau       | 39.500    | 644,23        | 61                  |
| Neu-Ulm                   | 45.300    | 326,50        | 139                 |
| Nördlingen                | 36.300    | 521,73        | 70                  |
| Schwabmünchen             | 41.000    | 362,48        | 113                 |
| Sonthofen                 | 65.200    | 978,56        | 67                  |
| Wertingen                 | 32.200    | 365,10        | 88                  |
| Regierungsbezirk Schwaben | 1.307.200 | 10.199,99     | 128                 |

| Kreisfreie Stadt              | Einwohner | Fläche in km2 | Bev.-Dichte Ew./km2 |
| ----------------------------- | --------- | ------------- | ------------------- |
| Aschaffenburg                 | 52.700    | 48,91         | 1.078               |
| Bad Kissingen                 | 13.100    | 12,41         | 1.057               |
| Kitzingen                     | 17.400    | 32,95         | 527                 |
| Schweinfurt                   | 53.700    | 32,76         | 1.638               |
| Würzburg                      | 106.000   | 56,80         | 1.867               |
| Landkreis                     | Einwohner | Fläche in km2 | Bev.-Dichte Ew./km2 |
| Alzenau i. UFr.               | 43.700    | 261,78        | 167                 |
| Aschaffenburg                 | 63.600    | 366,20        | 174                 |
| Bad Kissingen                 | 40.400    | 455,47        | 89                  |
| Bad Neustadt a. d. Saale      | 32.500    | 368,06        | 88                  |
| Brückenau                     | 18.900    | 338,96        | 56                  |
| Ebern                         | 24.900    | 367,51        | 68                  |
| Gemünden                      | 20.400    | 350,25        | 58                  |
| Gerolzhofen                   | 39.500    | 478,18        | 83                  |
| Hammelburg                    | 25.800    | 348,62        | 74                  |
| Haßfurt                       | 42.100    | 427,84        | 98                  |
| Hofheim i. UFr.               | 18.600    | 299,76        | 62                  |
| Karlstadt                     | 39.100    | 477,19        | 82                  |
| Kitzingen                     | 36.800    | 325,94        | 113                 |
| Königshofen i. Grabfeld       | 17.800    | 300,50        | 59                  |
| Lohr a. Main                  | 33.300    | 384,08        | 87                  |
| Marktheidenfeld               | 38.400    | 466,22        | 82                  |
| Mellrichstadt                 | 22.200    | 326,35        | 68                  |
| Miltenberg                    | 34.900    | 347,09        | 101                 |
| Obernburg                     | 52.900    | 314,87        | 168                 |
| Ochsenfurt                    | 35.600    | 372,45        | 96                  |
| Schweinfurt                   | 58.800    | 487,78        | 121                 |
| Würzburg                      | 66.100    | 439,42        | 150                 |
| Regierungsbezirk Unterfranken | 1.049.200 | 8.488,35      | 124                 |

### Bremen
| Kreisfreie Stadt | Einwohner | Fläche in km2 | Bev.-Dichte Ew./km2 |
| ---------------- | --------- | ------------- | ------------------- |
| Bremen           | 521.600   | 324,16        | 1.609               |
| Bremerhaven      | 133.800   | 79,61         | 1.681               |

### Hessen
| Kreisfreie Stadt           | Einwohner | Fläche in km2 | Bev.-Dichte Ew./km2 |
| -------------------------- | --------- | ------------- | ------------------- |
| Darmstadt                  | 126.200   | 116,52        | 1.083               |
| Gießen                     | 60.300    | 57,54         | 1.049               |
| Offenbach am Main          | 106.100   | 42,58         | 2.492               |
| Landkreis (ggf. Sitz)      | Einwohner | Fläche in km2 | Bev.-Dichte Ew./km2 |
| Alsfeld                    | 55.200    | 693,19        | 80                  |
| Bergstraße (in Heppenheim) | 176.700   | 721,69        | 245                 |
| Büdingen                   | 82.100    | 729,37        | 113                 |
| Darmstadt                  | 90.100    | 287,58        | 313                 |
| Dieburg                    | 91.100    | 450,46        | 202                 |
| Erbach                     | 63.700    | 593,00        | 107                 |
| Friedberg                  | 144.800   | 574,42        | 252                 |
| Gießen                     | 100.600   | 637,93        | 158                 |
| Groß Gerau                 | 146.000   | 461,11        | 317                 |
| Lauterbach                 | 44.500    | 595,34        | 75                  |
| Offenbach                  | 157.200   | 336,47        | 467                 |
| Regierungsbezirk Darmstadt | 1.444.600 | 6297,20       | 229                 |

| Kreisfreie Stadt               | Einwohner | Fläche in km2 | Bev.-Dichte Ew./km2 |
| ------------------------------ | --------- | ------------- | ------------------- |
| Fulda                          | 45.500    | 18,79         | 2.423               |
| Kassel                         | 194.600   | 105,21        | 1.849               |
| Marburg a. d. Lahn             | 42.300    | 22,25         | 1.900               |
| Landkreis (ggf. Sitz)          | Einwohner | Fläche in km2 | Bev.-Dichte Ew./km2 |
| Eschwege                       | 56.900    | 502,09        | 133                 |
| Frankenberg                    | 47.400    | 725,11        | 65                  |
| Fritzlar-Homberg (in Fritzlar) | 79.200    | 661,94        | 120                 |
| Fulda                          | 93.500    | 952,26        | 98                  |
| Hersfeld                       | 71.200    | 499,63        | 142                 |
| Hofgeismar                     | 60.000    | 610,39        | 98                  |
| Hünfeld                        | 34.800    | 445,15        | 78                  |
| Kassel                         | 72.400    | 316,18        | 229                 |
| Marburg                        | 92.600    | 875,89        | 106                 |
| Melsungen                      | 45.700    | 389,01        | 118                 |
| Rotenburg                      | 56.600    | 555,02        | 102                 |
| Waldeck                        | 85.700    | 1.088,44      | 79                  |
| Witzenhausen                   | 52.500    | 424,85        | 124                 |
| Wolfhagen                      | 37.000    | 419,26        | 88                  |
| Ziegenhain                     | 53.600    | 585,63        | 92                  |
| Regierungsbezirk Kassel        | 1.231.400 | 9.197,06      | 134                 |

| Kreisfreie Stadt                                           | Einwohner | Fläche in km2 | Bev.-Dichte Ew./km2 |
| ---------------------------------------------------------- | --------- | ------------- | ------------------- |
| Frankfurt am Main                                          | 633.500   | 194,73        | 3.253               |
| Hanau am Main                                              | 43.200    | 20,61         | 2.098               |
| Wiesbaden                                                  | 247.700   | 163,77        | 1.513               |
| Landkreis (ggf. Sitz)                                      | Einwohner | Fläche in km2 | Bev.-Dichte Ew./km2 |
| Biedenkopf                                                 | 55.300    | 406,78        | 136                 |
| Dillkreis (in Dillenburg)                                  | 89.200    | 514,41        | 173                 |
| Gelnhausen                                                 | 79.500    | 643,92        | 123                 |
| Hanau                                                      | 86.200    | 280,87        | 307                 |
| Limburg                                                    | 81.300    | 368,47        | 221                 |
| Main-Taunus-Kreis (in Frankfurt am Main, Stadtteil Höchst) | 113.200   | 306,62        | 369                 |
| Oberlahnkreis (in Weilburg)                                | 56.200    | 392,12        | 143                 |
| Obertaunuskreis (in Bad Homburg vor der Höhe)              | 94.800    | 153,47        | 618                 |
| Rheingaukreis (in Rüdesheim)                               | 57.100    | 271,72        | 210                 |
| Schlüchtern                                                | 40.800    | 462,69        | 88                  |
| Untertaunuskreis (in Bad Schwalbach)                       | 53.400    | 505,09        | 106                 |
| Usingen                                                    | 26.900    | 288,11        | 93                  |
| Wetzlar                                                    | 127.700   | 640,21        | 215                 |
| Regierungsbezirk Wiesbaden                                 | 1.896.100 | 5.613,57      | 338                 |

### Niedersachsen
| Kreisfreie Stadt        | Einwohner | Fläche in km2 | Bev.-Dichte Ew./km2 |
| ----------------------- | --------- | ------------- | ------------------- |
| Emden                   | 43.200    | 61,04         | 708                 |
| Landkreis               | Einwohner | Fläche in km2 | Bev.-Dichte Ew./km2 |
| Aurich (Ostfriesland)   | 69.100    | 649,45        | 106                 |
| Leer                    | 121.300   | 1.062,61      | 114                 |
| Norden                  | 74.900    | 650,71        | 115                 |
| Wittmund                | 50.700    | 715,30        | 71                  |
| Regierungsbezirk Aurich | 359.200   | 3.139,11      | 114                 |

| Kreisfreie Stadt                   | Einwohner | Fläche in km2 | Bev.-Dichte Ew./km2 |
| ---------------------------------- | --------- | ------------- | ------------------- |
| Hameln                             | 50.400    | 37,79         | 1.335               |
| Hannover                           | 547.000   | 134,48        | 4.063               |
| Landkreis (ggf. Sitz)              | Einwohner | Fläche in km2 | Bev.-Dichte Ew./km2 |
| Grafschaft Diepholz (in Diepholz)  | 71.800    | 1.161,65      | 62                  |
| Grafschaft Hoya (in Syke)          | 113.800   | 1.208,73      | 94                  |
| Grafschaft Schaumburg (in Rinteln) | 77.000    | 442,65        | 174                 |
| Hameln-Pyrmont (in Hameln)         | 79.600    | 585,12        | 136                 |
| Hannover                           | 158.100   | 498,90        | 317                 |
| Neustadt am Rübenberge             | 68.600    | 583,42        | 118                 |
| Nienburg (Weser)                   | 99.000    | 1.163,75      | 85                  |
| Schaumburg-Lippe (in Stadthagen)   | 76.800    | 340,97        | 225                 |
| Springe                            | 61.400    | 408,21        | 150                 |
| Regierungsbezirk Hannover          | 1.403.500 | 6.565,69      | 214                 |

| Kreisfreie Stadt                      | Einwohner | Fläche in km2 | Bev.-Dichte Ew./km2 |
| ------------------------------------- | --------- | ------------- | ------------------- |
| Göttingen                             | 79.000    | 26,31         | 3.004               |
| Hildesheim                            | 86.400    | 32,35         | 2.672               |
| Landkreis (ggf. Sitz)                 | Einwohner | Fläche in km2 | Bev.-Dichte Ew./km2 |
| Alfeld                                | 83.000    | 487,72        | 170                 |
| Duderstadt                            | 38.000    | 219,64        | 173                 |
| Einbeck                               | 42.400    | 310,07        | 137                 |
| Göttingen                             | 59.200    | 481,05        | 123                 |
| Hildesheim-Marienburg (in Hildesheim) | 111.200   | 643,34        | 173                 |
| Holzminden                            | 83.300    | 600,83        | 139                 |
| Münden (in Hann. Münden)              | 44.000    | 326,46        | 135                 |
| Northeim                              | 92.400    | 748,88        | 123                 |
| Osterode am Harz                      | 84.400    | 409,23        | 206                 |
| Peine                                 | 97.200    | 395,81        | 246                 |
| Zellerfeld (in Clausthal-Zellerfeld)  | 36.100    | 532,86        | 68                  |
| Regierungsbezirk Hildesheim           | 936.700   | 5.214,54      | 180                 |

| Kreisfreie Stadt              | Einwohner | Fläche in km2 | Bev.-Dichte Ew./km2 |
| ----------------------------- | --------- | ------------- | ------------------- |
| Celle                         | 56.800    | 35,21         | 1.614               |
| Lüneburg                      | 56.700    | 41,71         | 1.360               |
| Wolfsburg                     | 47.800    | 29,41         | 1.626               |
| Landkreis (ggf. Sitz)         | Einwohner | Fläche in km2 | Bev.-Dichte Ew./km2 |
| Burgdorf                      | 110.900   | 824,77        | 134                 |
| Celle                         | 93.500    | 1.553,65      | 60                  |
| Fallingbostel                 | 61.600    | 957,82        | 64                  |
| Gifhorn                       | 115.600   | 1.606,15      | 72                  |
| Harburg (in Winsen (Luhe))    | 110.200   | 1.347,47      | 82                  |
| Lüchow-Dannenberg (in Lüchow) | 56.600    | 1.209,14      | 47                  |
| Lüneburg                      | 56.500    | 1.001,55      | 56                  |
| Soltau                        | 57.900    | 923,78        | 63                  |
| Uelzen                        | 99.600    | 1.415,59      | 69                  |
| Regierungsbezirk Lüneburg     | 923.600   | 10.976,25     | 84                  |

| Kreisfreie Stadt                    | Einwohner | Fläche in km2 | Bev.-Dichte Ew./km2 |
| ----------------------------------- | --------- | ------------- | ------------------- |
| Osnabrück                           | 130.300   | 56,47         | 2.308               |
| Landkreis (ggf. Sitz)               | Einwohner | Fläche in km2 | Bev.-Dichte Ew./km2 |
| Aschendorf-Hümmling (in Aschendorf) | 65.700    | 1.145,52      | 57                  |
| Bersenbrück                         | 79.700    | 1.054,31      | 76                  |
| Grafschaft Bentheim (in Bentheim)   | 97.200    | 915,96        | 106                 |
| Lingen                              | 67.100    | 816,28        | 82                  |
| Melle                               | 39.400    | 254,00        | 155                 |
| Meppen                              | 62.700    | 1.037,80      | 60                  |
| Osnabrück                           | 116.100   | 611,14        | 190                 |
| Wittlage                            | 27.400    | 314,08        | 87                  |
| Regierungsbezirk Osnabrück          | 685.500   | 6.205,56      | 110                 |

| Kreisfreie Stadt                    | Einwohner | Fläche in km2 | Bev.-Dichte Ew./km2 |
| ----------------------------------- | --------- | ------------- | ------------------- |
| Cuxhaven                            | 43.300    | 49,35         | 878                 |
| Landkreis (ggf. Sitz)               | Einwohner | Fläche in km2 | Bev.-Dichte Ew./km2 |
| Bremervörde                         | 69.300    | 1.240,59      | 56                  |
| Land Hadeln (in Otterndorf)         | 61.800    | 865,82        | 71                  |
| Osterholz (in Osterholz-Scharmbeck) | 67.200    | 610,81        | 110                 |
| Rotenburg (Hannover)                | 52.900    | 840,27        | 63                  |
| Stade                               | 130.200   | 1.262,75      | 103                 |
| Verden                              | 80.900    | 681,69        | 119                 |
| Wesermünde (in Bremerhaven)         | 73.200    | 1.167,79      | 63                  |
| Regierungsbezirk Stade              | 535.500   | 6.669,73      | 86                  |

| Kreisfreie Stadt               | Einwohner | Fläche in km2 | Bev.-Dichte Ew./km2 |
| ------------------------------ | --------- | ------------- | ------------------- |
| Braunschweig                   | 242.300   | 76,35         | 3.174               |
| Goslar                         | 40.300    | 65,43         | 615                 |
| Salzgitter                     | 102.100   | 212,93        | 480                 |
| Landkreis (ggf. Sitz)          | Einwohner | Fläche in km2 | Bev.-Dichte Ew./km2 |
| Blankenburg (in Braunlage)     | 14.600    | 129,06        | 113                 |
| Braunschweig                   | 66.700    | 461,69        | 145                 |
| Gandersheim                    | 78.900    | 518,94        | 152                 |
| Goslar                         | 43.800    | 304,72        | 144                 |
| Helmstedt                      | 120.600   | 691,72        | 175                 |
| Wolfenbüttel                   | 134.000   | 655,25        | 205                 |
| Verwaltungsbezirk Braunschweig | 843.300   | 3.116,10      | 271                 |

| Kreisfreie Stadt            | Einwohner | Fläche in km2 | Bev.-Dichte Ew./km2 |
| --------------------------- | --------- | ------------- | ------------------- |
| Delmenhorst                 | 54.900    | 42,27         | 1.298               |
| Oldenburg (Oldenburg)       | 119.000   | 102,83        | 1.157               |
| Wilhelmshaven               | 99.000    | 50,62         | 1.956               |
| Landkreis (ggf. Sitz)       | Einwohner | Fläche in km2 | Bev.-Dichte Ew./km2 |
| Ammerland (in Westerstede)  | 67.600    | 706,99        | 96                  |
| Cloppenburg                 | 88.400    | 1.363,96      | 65                  |
| Friesland (in Jever)        | 83.800    | 630,71        | 133                 |
| Oldenburg (Oldenburg)       | 69.800    | 893,61        | 78                  |
| Vechta                      | 73.400    | 759,79        | 97                  |
| Wesermarsch (in Brake)      | 97.100    | 882,23        | 110                 |
| Verwaltungsbezirk Oldenburg | 753.000   | 5.433,01      | 139                 |

### Nordrhein-Westfalen
| Kreisfreie Stadt                                         | Einwohner | Fläche in km2 | Bev.-Dichte Ew./km2 |
| -------------------------------------------------------- | --------- | ------------- | ------------------- |
| Aachen                                                   | 155.500   | 56,02         | 2.776               |
| Landkreis (ggf. Sitz)                                    | Einwohner | Fläche in km2 | Bev.-Dichte Ew./km2 |
| Aachen                                                   | 246.300   | 336,39        | 732                 |
| Düren                                                    | 133.900   | 548,85        | 244                 |
| Erkelenz                                                 | 78.800    | 319,67        | 247                 |
| Jülich                                                   | 65.200    | 326,97        | 199                 |
| Monschau                                                 | 26.400    | 285,09        | 93                  |
| Schleiden                                                | 60.100    | 835,23        | 72                  |
| Selfkantkreis Geilenkirchen-Heinsberg (in Geilenkirchen) | 113.200   | 358,25        | 316                 |
| Regierungsbezirk Aachen                                  | 879.400   | 3.066,47      | 287                 |

| Kreisfreie Stadt               | Einwohner | Fläche in km2 | Bev.-Dichte Ew./km2 |
| ------------------------------ | --------- | ------------- | ------------------- |
| Bochum                         | 351.200   | 121,34        | 2.895               |
| Castrop-Rauxel                 | 85.600    | 44,17         | 1.937               |
| Dortmund                       | 617.900   | 271,51        | 2.276               |
| Hagen                          | 182.100   | 87,25         | 2.087               |
| Hamm (Westf.)                  | 66.700    | 24,79         | 2.690               |
| Herne                          | 115.800   | 30,04         | 3.855               |
| Iserlohn                       | 53.100    | 28,32         | 1.875               |
| Lüdenscheid                    | 55.600    | 12,52         | 4.445               |
| Lünen                          | 69.100    | 37,33         | 1.852               |
| Siegen                         | 46.100    | 21,59         | 2.135               |
| Wanne-Eickel                   | 104.100   | 21,32         | 4.884               |
| Wattenscheid                   | 76.000    | 23,90         | 3.181               |
| Witten                         | 93.100    | 46,41         | 2.005               |
| Landkreis (ggf. Sitz)          | Einwohner | Fläche in km2 | Bev.-Dichte Ew./km2 |
| Altena                         | 154.000   | 652,27        | 236                 |
| Arnsberg                       | 123.100   | 679,36        | 181                 |
| Brilon                         | 70.000    | 789,99        | 89                  |
| Ennepe-Ruhr-Kreis (in Schwelm) | 245.100   | 413,72        | 593                 |
| Iserlohn                       | 172.800   | 351,32        | 492                 |
| Lippstadt                      | 90.200    | 508,18        | 177                 |
| Meschede                       | 72.900    | 782,95        | 93                  |
| Olpe                           | 89.500    | 617,02        | 145                 |
| Siegen                         | 155.700   | 628,22        | 248                 |
| Soest                          | 102.700   | 531,65        | 193                 |
| Unna                           | 214.100   | 453,43        | 472                 |
| Wittgenstein (in Berleburg)    | 41.100    | 487,72        | 84                  |
| Regierungsbezirk Arnsberg      | 3.447.700 | 7.666,34      | 450                 |

| Kreisfreie Stadt         | Einwohner | Fläche in km2 | Bev.-Dichte Ew./km2 |
| ------------------------ | --------- | ------------- | ------------------- |
| Bielefeld                | 173.500   | 46,85         | 3.704               |
| Herford                  | 54.100    | 25,08         | 2.158               |
| Landkreis (ggf. Sitz)    | Einwohner | Fläche in km2 | Bev.-Dichte Ew./km2 |
| Bielefeld                | 116.100   | 227,00        | 512                 |
| Büren                    | 57.300    | 766,39        | 75                  |
| Detmold                  | 132.700   | 626,65        | 212                 |
| Halle (Westf.)           | 57.000    | 304,76        | 187                 |
| Herford                  | 160.800   | 413,69        | 389                 |
| Höxter                   | 90.500    | 718,28        | 126                 |
| Lemgo (in Brake i. L.)   | 130.400   | 580,85        | 224                 |
| Lübbecke                 | 81.400    | 563,82        | 144                 |
| Minden                   | 183.400   | 593,32        | 309                 |
| Paderborn                | 115.800   | 596,29        | 194                 |
| Warburg                  | 43.700    | 513,29        | 85                  |
| Wiedenbrück              | 145.000   | 500,07        | 290                 |
| Regierungsbezirk Detmold | 1.541.700 | 6.476,36      | 238                 |

| Kreisfreie Stadt                         | Einwohner | Fläche in km2 | Bev.-Dichte Ew./km2 |
| ---------------------------------------- | --------- | ------------- | ------------------- |
| Duisburg                                 | 485.400   | 143,91        | 3.373               |
| Düsseldorf                               | 668.400   | 158,32        | 4.222               |
| Essen                                    | 708.200   | 188,62        | 3.755               |
| Krefeld                                  | 199.200   | 112,73        | 1.767               |
| Leverkusen                               | 80.600    | 46,21         | 1.744               |
| Mönchen-Gladbach                         | 148.400   | 97,17         | 1.527               |
| Mülheim a. d. Ruhr                       | 173.200   | 88,21         | 1.963               |
| Neuß                                     | 82.300    | 52,97         | 1.554               |
| Oberhausen                               | 246.600   | 77,01         | 3.202               |
| Remscheid                                | 119.400   | 64,62         | 1.848               |
| Rheydt                                   | 90.600    | 45,00         | 2.012               |
| Solingen                                 | 163.200   | 79,98         | 2.040               |
| Viersen                                  | 40.000    | 31,49         | 1.270               |
| Wuppertal                                | 409.500   | 148,83        | 2.751               |
| Landkreis (ggf. Sitz)                    | Einwohner | Fläche in km2 | Bev.-Dichte Ew./km2 |
| Dinslaken                                | 106.100   | 221,35        | 479                 |
| Düsseldorf-Mettmann (in Düsseldorf)      | 288.300   | 433,21        | 665                 |
| Geldern                                  | 77.100    | 509,73        | 151                 |
| Grevenbroich                             | 160.600   | 508,39        | 316                 |
| Kempen-Krefeld (in Kempen (Niederrhein)) | 196.100   | 530,85        | 369                 |
| Kleve                                    | 95.300    | 503,67        | 189                 |
| Moers                                    | 286.200   | 563,25        | 508                 |
| Rees (in Wesel)                          | 88.200    | 506,09        | 174                 |
| Rhein-Wupper-Kreis (in Opladen)          | 167.100   | 362,52        | 461                 |
| Regierungsbezirk Düsseldorf              | 5.080.000 | 5.474,13      | 928                 |

| Kreisfreie Stadt                                  | Einwohner | Fläche in km2 | Bev.-Dichte Ew./km2 |
| ------------------------------------------------- | --------- | ------------- | ------------------- |
| Bonn                                              | 137.600   | 31,28         | 4.399               |
| Köln                                              | 727.500   | 251,19        | 2.896               |
| Landkreis (ggf. Sitz)                             | Einwohner | Fläche in km2 | Bev.-Dichte Ew./km2 |
| Bergheim (Erft)                                   | 99.700    | 364,69        | 273                 |
| Bonn                                              | 173.600   | 441,17        | 394                 |
| Euskirchen                                        | 97.200    | 586,35        | 166                 |
| Köln                                              | 175.600   | 293,14        | 599                 |
| Oberbergischer Kreis (in Gummersbach)             | 124.000   | 565,31        | 219                 |
| Rheinisch-Bergischer Kreis (in Bergisch Gladbach) | 181.900   | 620,29        | 293                 |
| Siegkreis (in Siegburg)                           | 216.700   | 826,45        | 262                 |
| Regierungsbezirk Köln                             | 1.933.700 | 3.979,88      | 486                 |

| Kreisfreie Stadt             | Einwohner | Fläche in km2 | Bev.-Dichte Ew./km2 |
| ---------------------------- | --------- | ------------- | ------------------- |
| Bocholt                      | 42.100    | 18,91         | 2.229               |
| Bottrop                      | 106.500   | 42,01         | 2.534               |
| Gelsenkirchen                | 381.100   | 104,35        | 3.652               |
| Gladbeck                     | 80.200    | 35,86         | 2.236               |
| Münster (Westf.)             | 160.700   | 73,83         | 2.177               |
| Recklinghausen               | 125.200   | 65,90         | 1.903               |
| Landkreis (ggf. Sitz)        | Einwohner | Fläche in km2 | Bev.-Dichte Ew./km2 |
| Ahaus                        | 99.900    | 682,47        | 146                 |
| Beckum                       | 145.100   | 687,83        | 211                 |
| Borken                       | 78.100    | 631,10        | 124                 |
| Coesfeld                     | 79.000    | 612,25        | 129                 |
| Lüdinghausen                 | 124.000   | 696,99        | 178                 |
| Kreis Münster                | 90.900    | 786,84        | 116                 |
| Recklinghausen               | 296.000   | 714,02        | 425                 |
| Steinfurt (in Burgsteinfurt) | 160.900   | 771,10        | 209                 |
| Tecklenburg                  | 118.800   | 811,81        | 146                 |
| Warendorf                    | 57.700    | 559,23        | 103                 |
| Regierungsbezirk Münster     | 2.146.500 | 7.294,49      | 294                 |

### Rheinland-Pfalz
| Kreisfreie Stadt          | Einwohner | Fläche in km2 | Bev.-Dichte Ew./km2 |
| ------------------------- | --------- | ------------- | ------------------- |
| Koblenz                   | 86.700    | 56,64         | 1.531               |
| Landkreis                 | Einwohner | Fläche in km2 | Bev.-Dichte Ew./km2 |
| Ahrweiler                 | 69.100    | 714,70        | 111                 |
| Altenkirchen (Westerwald) | 106.400   | 637,59        | 167                 |
| Birkenfeld                | 89.000    | 700,80        | 127                 |
| Cochem                    | 43.300    | 502,08        | 86                  |
| Koblenz                   | 72.000    | 215,70        | 334                 |
| Kreuznach                 | 121.900   | 733,52        | 166                 |
| Mayen                     | 115.400   | 783,93        | 147                 |
| Neuwied                   | 130.000   | 621,00        | 209                 |
| Sankt Goar                | 49.300    | 465,62        | 106                 |
| Simmern                   | 40.500    | 571,18        | 71                  |
| Zell (Mosel)              | 36.700    | 372.47        | 99                  |
| Regierungsbezirk Koblenz  | 970.300   | 6.375,22      | 152                 |

| Landkreis (ggf. Sitz)               | Einwohner | Fläche in km2 | Bev.-Dichte Ew./km2 |
| ----------------------------------- | --------- | ------------- | ------------------- |
| Oberwesterwaldkreis (in Westerburg) | 63.900    | 579,68        | 110                 |
| Sankt Goarshausen                   | 56.200    | 379,80        | 148                 |
| Unterlahnkreis (in Diez)            | 56.700    | 392,68        | 144                 |
| Unterwesterwaldkreis (in Montabaur) | 72.400    | 430,91        | 168                 |
| Regierungsbezirk Montabaur          | 249.100   | 1.783,08      | 140                 |

| Kreisfreie Stadt          | Einwohner | Fläche in km2 | Bev.-Dichte Ew./km2 |
| ------------------------- | --------- | ------------- | ------------------- |
| Frankenthal (Pfalz)       | 31.000    | 36,35         | 851                 |
| Kaiserslautern            | 86.000    | 95,93         | 897                 |
| Landau i. d. Pfalz        | 27.000    | 38,93         | 693                 |
| Ludwigshafen a. Rh.       | 150.700   | 68,05         | 2.215               |
| Neustadt a. d. Weinstraße | 30.600    | 17,68         | 1.731               |
| Pirmasens                 | 51.700    | 26,73         | 1.934               |
| Speyer                    | 35.800    | 42,58         | 841                 |
| Zweibrücken               | 32.000    | 35,80         | 893                 |
| Landkreis (ggf. Sitz)     | Einwohner | Fläche in km2 | Bev.-Dichte Ew./km2 |
| Bergzabern                | 44.700    | 414,01        | 108                 |
| Frankenthal (Pfalz)       | 54.100    | 233,72        | 231                 |
| Germersheim               | 73.200    | 469,93        | 156                 |
| Kaiserslautern            | 96.100    | 628,93        | 153                 |
| Kirchheimbolanden         | 34.300    | 299,47        | 114                 |
| Kusel                     | 74.000    | 514,48        | 144                 |
| Landau i. d. Pfalz        | 59.600    | 357,40        | 167                 |
| Ludwigshafen a. Rh.       | 39.600    | 130,14        | 304                 |
| Neustadt a. d. Weinstraße | 93.200    | 519,05        | 180                 |
| Pirmasens                 | 73.600    | 725,73        | 101                 |
| Rockenhausen              | 40.800    | 438,14        | 93                  |
| Speyer                    | 32.800    | 111,55        | 294                 |
| Zweibrücken               | 28.500    | 243,38        | 117                 |
| Regierungsbezirk Pfalz    | 1.189.200 | 5.447,98      | 218                 |

| Kreisfreie Stadt             | Einwohner | Fläche in km2 | Bev.-Dichte Ew./km2 |
| ---------------------------- | --------- | ------------- | ------------------- |
| Mainz                        | 120.300   | 46,04         | 2.612               |
| Worms                        | 57.300    | 53,44         | 1.072               |
| Landkreis (ggf. Sitz)        | Einwohner | Fläche in km2 | Bev.-Dichte Ew./km2 |
| Alzey                        | 62.100    | 417,73        | 149                 |
| Bingen                       | 70.100    | 265,77        | 264                 |
| Mainz                        | 68.200    | 294,54        | 231                 |
| Worms                        | 47.900    | 258,33        | 185                 |
| Regierungsbezirk Rheinhessen | 425.900   | 1.335,85      | 319                 |

| Kreisfreie Stadt                | Einwohner | Fläche in km2 | Bev.-Dichte Ew./km2 |
| ------------------------------- | --------- | ------------- | ------------------- |
| Trier                           | 85.300    | 57,89         | 1.474               |
| Landkreis (ggf. Sitz)           | Einwohner | Fläche in km2 | Bev.-Dichte Ew./km2 |
| Bernkastel (in Bernkastel-Kues) | 55.000    | 667,66        | 82                  |
| Bitburg                         | 55.200    | 775,13        | 71                  |
| Daun                            | 38.400    | 611,08        | 63                  |
| Prüm                            | 38.900    | 916,47        | 42                  |
| Saarburg                        | 44.300    | 394,11        | 112                 |
| Trier                           | 85.500    | 821,96        | 104                 |
| Wittlich                        | 52.000    | 642,00        | 81                  |
| Regierungsbezirk Trier          | 454.700   | 4.886,29      | 93                  |

### Saarland
| Kreisfreie Stadt          | Einwohner | Fläche in km2 | Bev.-Dichte Ew./km2 |
| ------------------------- | --------- | ------------- | ------------------- |
| Saarbrücken               | 125.500   | 51,40         | 2.442               |
| Landkreis (ggf. Sitz)     | Einwohner | Fläche in km2 | Bev.-Dichte Ew./km2 |
| Homburg                   | 64.700    | 238,63        | 271                 |
| Merzig-Wadern (in Merzig) | 86.200    | 550,73        | 157                 |
| Ottweiler                 | 158.800   | 259,36        | 612                 |
| Saarbrücken               | 252.000   | 335,77        | 751                 |
| Saarlouis                 | 173.000   | 440,73        | 393                 |
| Sankt Ingbert             | 69.900    | 206,87        | 338                 |
| Sankt Wendel              | 82.500    | 483,84        | 171                 |

### Schleswig-Holstein
| Kreisfreie Stadt                   | Einwohner | Fläche in km2 | Bev.-Dichte Ew./km2 |
| ---------------------------------- | --------- | ------------- | ------------------- |
| Flensburg                          | 93.700    | 49,65         | 1.888               |
| Kiel                               | 258.800   | 65,48         | 3.953               |
| Lübeck                             | 229.900   | 202,38        | 1.136               |
| Neumünster                         | 72.200    | 35,37         | 2.042               |
| Kreis (ggf. Sitz)                  | Einwohner | Fläche in km2 | Bev.-Dichte Ew./km2 |
| Eckernförde                        | 66.700    | 781,40        | 85                  |
| Eiderstedt (in Tönning)            | 19.600    | 339,46        | 58                  |
| Eutin                              | 89.000    | 561,67        | 159                 |
| Flensburg                          | 61.800    | 980,17        | 63                  |
| Herzogtum Lauenburg (in Ratzeburg) | 129.600   | 1.265,61      | 102                 |
| Husum                              | 61.300    | 853,68        | 72                  |
| Norderdithmarschen (in Heide)      | 58.700    | 604,58        | 97                  |
| Oldenburg (Holstein)               | 76.900    | 837,71        | 92                  |
| Pinneberg                          | 199.300   | 694,19        | 287                 |
| Plön                               | 106.600   | 1.181,47      | 90                  |
| Rendsburg                          | 155.500   | 1.516,04      | 103                 |
| Schleswig                          | 98.500    | 1.057,68      | 93                  |
| Segeberg (in Bad Segeberg)         | 91.300    | 1.301,52      | 70                  |
| Steinburg (in Itzehoe)             | 122.400   | 935,87        | 131                 |
| Stormarn (in Bad Oldesloe)         | 133.000   | 791,39        | 108                 |
| Süderdithmarschen (in Meldorf)     | 73.800    | 775,70        | 95                  |
| Südtondern (in Niebüll)            | 58.100    | 849,24        | 68                  |

## Deutsche Demokratische Republik
| Bezirk          | Einwohner | Fläche in km2 | Bev.-Dichte Ew./km2 |
| --------------- | --------- | ------------- | ------------------- |
| Cottbus         | 799.160   | 8.208         | 97                  |
| Dresden         | 1.902.702 | 6.740         | 282                 |
| Erfurt          | 1.264.400 | 7.306         | 173                 |
| Frankfurt       | 661.106   | 7.049         | 94                  |
| Gera            | 727.576   | 3.974         | 183                 |
| Halle           | 1.995.879 | 8.765         | 228                 |
| Karl-Marx-Stadt | 2.144.191 | 6.028         | 356                 |
| Leipzig         | 1.544.316 | 4.964         | 311                 |
| Magdeburg       | 1.400.616 | 11.525        | 122                 |
| Neubrandenburg  | 667.521   | 10.951        | 61                  |
| Potsdam         | 1.187.637 | 12.413        | 96                  |
| Rostock         | 828.440   | 7.035         | 118                 |
| Schwerin        | 634.057   | 8.620         | 74                  |
| Suhl            | 543.053   | 3.853         | 141                 |

### Bezirk Cottbus
| Stadtkreis      | Einwohner | Fläche in km2 | Bev.-Dichte Ew./km2 |
| --------------- | --------- | ------------- | ------------------- |
| Cottbus         | 64.830    | 73            | 888                 |
| Landkreis       | Einwohner | Fläche in km2 | Bev.-Dichte Ew./km2 |
| Bad Liebenwerda | 59.405    | 599           | 99                  |
| Calau           | 45.599    | 616           | 74                  |
| Cottbus         | 54.128    | 739           | 73                  |
| Finsterwalde    | 59.677    | 644           | 93                  |
| Forst           | 45.500    | 273           | 167                 |
| Guben           | 34.110    | 343           | 99                  |
| Herzberg        | 42.060    | 666           | 63                  |
| Hoyerswerda     | 65.576    | 667           | 98                  |
| Jessen          | 35.686    | 622           | 57                  |
| Lübben          | 33.503    | 792           | 42                  |
| Luckau          | 35.282    | 707           | 50                  |
| Senftenberg     | 127.275   | 597           | 213                 |
| Spremberg       | 54.705    | 348           | 157                 |
| Weißwasser      | 41.824    | 522           | 80                  |

### Bezirk Dresden
| Stadtkreis     | Einwohner | Fläche in km2 | Bev.-Dichte Ew./km2 |
| -------------- | --------- | ------------- | ------------------- |
| Dresden        | 491.714   | 224           | 2.195               |
| Görlitz        | 92.351    | 26            | 3.552               |
| Landkreis      | Einwohner | Fläche in km2 | Bev.-Dichte Ew./km2 |
| Bautzen        | 131.525   | 693           | 190                 |
| Bischofswerda  | 74.558    | 317           | 235                 |
| Dippoldiswalde | 52.460    | 458           | 115                 |
| Dresden        | 134.521   | 355           | 379                 |
| Freital        | 104.124   | 313           | 333                 |
| Görlitz        | 39.547    | 360           | 110                 |
| Großenhain     | 47.312    | 454           | 104                 |
| Kamenz         | 62.632    | 617           | 102                 |
| Löbau          | 114.806   | 396           | 290                 |
| Meißen         | 134.740   | 507           | 266                 |
| Niesky         | 41.653    | 522           | 80                  |
| Pirna          | 123.580   | 521           | 237                 |
| Riesa          | 89.591    | 367           | 244                 |
| Sebnitz        | 55.619    | 354           | 157                 |
| Zittau         | 111.960   | 256           | 437                 |

### Bezirk Erfurt
| Stadtkreis                       | Einwohner | Fläche in km2 | Bev.-Dichte Ew./km2 |
| -------------------------------- | --------- | ------------- | ------------------- |
| Erfurt                           | 184.819   | 106           | 1.744               |
| Weimar                           | 64.454    | 51            | 1.264               |
| Landkreis (ggf. Sitz)            | Einwohner | Fläche in km2 | Bev.-Dichte Ew./km2 |
| Apolda                           | 55.649    | 243           | 229                 |
| Arnstadt                         | 69.057    | 502           | 138                 |
| Eisenach                         | 119.380   | 688           | 174                 |
| Erfurt                           | 58.183    | 529           | 110                 |
| Gotha                            | 155.887   | 768           | 203                 |
| Heiligenstadt                    | 44.583    | 381           | 117                 |
| Langensalza (in Bad Langensalza) | 52.580    | 507           | 104                 |
| Mühlhausen                       | 101.738   | 563           | 180                 |
| Nordhausen                       | 114.441   | 712           | 161                 |
| Sömmerda                         | 67.882    | 558           | 122                 |
| Sondershausen                    | 59.368    | 596           | 100                 |
| Weimar                           | 47.788    | 543           | 88                  |
| Worbis                           | 68.591    | 558           | 123                 |

### Bezirk Frankfurt
| Stadtkreis       | Einwohner | Fläche in km2 | Bev.-Dichte Ew./km2 |
| ---------------- | --------- | ------------- | ------------------- |
| Frankfurt (Oder) | 56.356    | 88            | 640                 |
| Stalinstadt      | 17.596    | 15            | 1.173               |
| Landkreis        | Einwohner | Fläche in km2 | Bev.-Dichte Ew./km2 |
| Angermünde       | 57.342    | 982           | 58                  |
| Bad Freienwalde  | 46.154    | 585           | 79                  |
| Beeskow          | 41.381    | 956           | 43                  |
| Bernau           | 79.499    | 599           | 133                 |
| Eberswalde       | 79.644    | 701           | 114                 |
| Fürstenberg      | 36.712    | 623           | 59                  |
| Fürstenwalde     | 107.335   | 946           | 113                 |
| Seelow           | 52.686    | 866           | 61                  |
| Strausberg       | 86.401    | 688           | 126                 |

### Bezirk Gera
| Stadtkreis | Einwohner | Fläche in km2 | Bev.-Dichte Ew./km2 |
| ---------- | --------- | ------------- | ------------------- |
| Gera       | 98.399    | 78            | 1.262               |
| Jena       | 80.930    | 56            | 1.445               |
| Landkreis  | Einwohner | Fläche in km2 | Bev.-Dichte Ew./km2 |
| Eisenberg  | 38.105    | 241           | 158                 |
| Gera       | 73.478    | 442           | 166                 |
| Greiz      | 68.083    | 224           | 304                 |
| Jena       | 40.250    | 377           | 107                 |
| Lobenstein | 29.683    | 355           | 84                  |
| Pößneck    | 61.772    | 422           | 146                 |
| Rudolstadt | 66.849    | 465           | 144                 |
| Saalfeld   | 59.088    | 334           | 177                 |
| Schleiz    | 37.727    | 453           | 83                  |
| Stadtroda  | 28.903    | 265           | 109                 |
| Zeulenroda | 44.309    | 262           | 169                 |

### Bezirk Halle
| Stadtkreis                   | Einwohner | Fläche in km2 | Bev.-Dichte Ew./km2 |
| ---------------------------- | --------- | ------------- | ------------------- |
| Dessau                       | 92.455    | 126           | 734                 |
| Halle (Saale)                | 280.614   | 134           | 2.094               |
| Landkreis (ggf. Sitz)        | Einwohner | Fläche in km2 | Bev.-Dichte Ew./km2 |
| Artern                       | 63.329    | 473           | 134                 |
| Aschersleben                 | 79.160    | 383           | 207                 |
| Bernburg                     | 96.062    | 389           | 247                 |
| Bitterfeld                   | 141.586   | 454           | 312                 |
| Eisleben                     | 102.387   | 309           | 331                 |
| Gräfenhainichen              | 43.040    | 465           | 93                  |
| Hettstedt                    | 64.147    | 465           | 138                 |
| Hohenmölsen                  | 42.399    | 178           | 238                 |
| Köthen                       | 98.674    | 480           | 206                 |
| Merseburg                    | 149.948   | 473           | 317                 |
| Naumburg                     | 68.811    | 356           | 193                 |
| Nebra                        | 34.714    | 307           | 113                 |
| Quedlinburg                  | 101.918   | 503           | 203                 |
| Querfurt                     | 40.181    | 374           | 107                 |
| Roßlau                       | 44.578    | 403           | 111                 |
| Saalkreis (in Halle (Saale)) | 91.863    | 615           | 149                 |
| Sangerhausen                 | 77.670    | 680           | 113                 |
| Weißenfels                   | 83.823    | 222           | 378                 |
| Wittenberg                   | 97.994    | 610           | 161                 |
| Zeitz                        | 100.531   | 357           | 282                 |

### Bezirk Karl-Marx-Stadt
| Stadtkreis                      | Einwohner | Fläche in km2 | Bev.-Dichte Ew./km2 |
| ------------------------------- | --------- | ------------- | ------------------- |
| Karl-Marx-Stadt                 | 286.016   | 129           | 2.217               |
| Plauen                          | 80.125    | 58            | 1.381               |
| Schneeberg                      | 27.381    | 83            | 830                 |
| Zwickau                         | 129.953   | 57            | 2.280               |
| Landkreis (ggf. Sitz)           | Einwohner | Fläche in km2 | Bev.-Dichte Ew./km2 |
| Annaberg (in Annaberg-Buchholz) | 97.586    | 382           | 255                 |
| Aue                             | 111.382   | 331           | 337                 |
| Auerbach                        | 88.968    | 233           | 382                 |
| Brand-Erbisdorf                 | 40.725    | 354           | 115                 |
| Flöha                           | 62.981    | 263           | 239                 |
| Freiberg                        | 87.880    | 309           | 284                 |
| Glauchau                        | 82.600    | 172           | 480                 |
| Hainichen                       | 81.674    | 322           | 254                 |
| Hohenstein-Ernstthal            | 71.084    | 135           | 527                 |
| Karl-Marx-Stadt                 | 135.916   | 289           | 470                 |
| Klingenthal                     | 43.679    | 236           | 185                 |
| Marienberg                      | 72.671    | 434           | 167                 |
| Oelsnitz                        | 48.652    | 350           | 139                 |
| Plauen                          | 27.779    | 306           | 91                  |
| Reichenbach                     | 71.901    | 155           | 464                 |
| Rochlitz                        | 60.747    | 310           | 196                 |
| Schwarzenberg                   | 64.141    | 198           | 324                 |
| Stollberg                       | 100.568   | 196           | 513                 |
| Werdau                          | 96.663    | 229           | 422                 |
| Zschopau                        | 60.852    | 214           | 284                 |
| Zwickau                         | 112.317   | 333           | 337                 |

### Bezirk Leipzig
| Stadtkreis | Einwohner | Fläche in km2 | Bev.-Dichte Ew./km2 |
| ---------- | --------- | ------------- | ------------------- |
| Leipzig    | 598.909   | 141           | 4.248               |
| Landkreis  | Einwohner | Fläche in km2 | Bev.-Dichte Ew./km2 |
| Altenburg  | 116.229   | 345           | 337                 |
| Borna      | 98.939    | 369           | 268                 |
| Delitzsch  | 58.903    | 384           | 153                 |
| Döbeln     | 110.774   | 424           | 261                 |
| Eilenburg  | 48.864    | 489           | 100                 |
| Geithain   | 40.516    | 263           | 154                 |
| Grimma     | 72.044    | 462           | 156                 |
| Leipzig    | 181.080   | 439           | 415                 |
| Oschatz    | 57.993    | 459           | 126                 |
| Schmölln   | 42.518    | 223           | 191                 |
| Torgau     | 59.441    | 612           | 97                  |
| Wurzen     | 57.206    | 354           | 162                 |

### Bezirk Magdeburg
| Stadtkreis    | Einwohner | Fläche in km2 | Bev.-Dichte Ew./km2 |
| ------------- | --------- | ------------- | ------------------- |
| Magdeburg     | 258.447   | 157           | 1.646               |
| Landkreis     | Einwohner | Fläche in km2 | Bev.-Dichte Ew./km2 |
| Burg          | 73.766    | 733           | 101                 |
| Gardelegen    | 30.240    | 580           | 52                  |
| Genthin       | 43.571    | 590           | 74                  |
| Halberstadt   | 107.411   | 665           | 162                 |
| Haldensleben  | 76.909    | 849           | 91                  |
| Havelberg     | 24.250    | 522           | 46                  |
| Kalbe (Milde) | 23.412    | 428           | 55                  |
| Klötze        | 37.548    | 610           | 62                  |
| Oschersleben  | 59.248    | 388           | 153                 |
| Osterburg     | 31.276    | 529           | 59                  |
| Salzwedel     | 49.050    | 717           | 68                  |
| Schönebeck    | 99.326    | 435           | 228                 |
| Seehausen     | 23.689    | 519           | 46                  |
| Staßfurt      | 89.914    | 386           | 233                 |
| Stendal       | 80.817    | 583           | 139                 |
| Tangerhütte   | 25.693    | 509           | 50                  |
| Wanzleben     | 57.744    | 455           | 127                 |
| Wernigerode   | 111.113   | 772           | 141                 |
| Wolmirstedt   | 51.938    | 391           | 133                 |
| Zerbst        | 45.254    | 707           | 64                  |

### Bezirk Neubrandenburg
| Landkreis      | Einwohner | Fläche in km2 | Bev.-Dichte Ew./km2 |
| -------------- | --------- | ------------- | ------------------- |
| Altentreptow   | 30.375    | 500           | 61                  |
| Anklam         | 52.588    | 761           | 69                  |
| Demmin         | 61.150    | 796           | 77                  |
| Malchin        | 44.546    | 636           | 70                  |
| Neubrandenburg | 66.266    | 720           | 92                  |
| Neustrelitz    | 64.030    | 1.246         | 51                  |
| Pasewalk       | 52.725    | 770           | 68                  |
| Prenzlau       | 51.326    | 788           | 65                  |
| Röbel (Müritz) | 19.827    | 500           | 40                  |
| Strasburg      | 32.787    | 625           | 52                  |
| Templin        | 38.910    | 1.002         | 39                  |
| Teterow        | 41.463    | 712           | 58                  |
| Ueckermünde    | 56.152    | 839           | 67                  |
| Waren          | 55.376    | 1.056         | 52                  |

### Bezirk Potsdam
| Stadtkreis          | Einwohner | Fläche in km2 | Bev.-Dichte Ew./km2 |
| ------------------- | --------- | ------------- | ------------------- |
| Brandenburg (Havel) | 84.752    | 159           | 533                 |
| Potsdam             | 115.934   | 89            | 1.303               |
| Landkreis           | Einwohner | Fläche in km2 | Bev.-Dichte Ew./km2 |
| Belzig              | 39.798    | 909           | 44                  |
| Brandenburg         | 48.292    | 891           | 54                  |
| Gransee             | 54.726    | 808           | 68                  |
| Jüterbog            | 44.198    | 772           | 57                  |
| Königs Wusterhausen | 90.562    | 723           | 125                 |
| Kyritz              | 42.757    | 827           | 52                  |
| Luckenwalde         | 50.267    | 614           | 82                  |
| Nauen               | 99.772    | 887           | 112                 |
| Neuruppin           | 70.253    | 1.252         | 56                  |
| Oranienburg         | 139.002   | 858           | 162                 |
| Potsdam             | 106.798   | 755           | 141                 |
| Pritzwalk           | 38.846    | 752           | 52                  |
| Rathenow            | 62.851    | 797           | 79                  |
| Wittstock           | 23.763    | 581           | 41                  |
| Zossen              | 75.066    | 739           | 102                 |

### Bezirk Rostock
| Stadtkreis                  | Einwohner | Fläche in km2 | Bev.-Dichte Ew./km2 |
| --------------------------- | --------- | ------------- | ------------------- |
| Rostock                     | 149.301   | 167           | 894                 |
| Stralsund                   | 64.199    | 39            | 1.646               |
| Wismar                      | 53.811    | 42            | 1.281               |
| Landkreis (ggf. Sitz)       | Einwohner | Fläche in km2 | Bev.-Dichte Ew./km2 |
| Bad Doberan                 | 55.137    | 550           | 100                 |
| Greifswald                  | 74.482    | 564           | 132                 |
| Grevesmühlen                | 52.103    | 667           | 78                  |
| Grimmen                     | 37.818    | 631           | 60                  |
| Ribnitz-Damgarten           | 70.926    | 941           | 75                  |
| Rostock                     | 40.828    | 671           | 61                  |
| Rügen (in Bergen auf Rügen) | 91.271    | 972           | 94                  |
| Stralsund                   | 34.355    | 593           | 58                  |
| Wismar                      | 38.103    | 588           | 65                  |
| Wolgast                     | 66.106    | 610           | 108                 |

### Bezirk Schwerin
| Stadtkreis  | Einwohner | Fläche in km2 | Bev.-Dichte Ew./km2 |
| ----------- | --------- | ------------- | ------------------- |
| Schwerin    | 92.481    | 80            | 1.156               |
| Landkreis   | Einwohner | Fläche in km2 | Bev.-Dichte Ew./km2 |
| Bützow      | 36.765    | 503           | 73                  |
| Gadebusch   | 31.635    | 534           | 59                  |
| Güstrow     | 77.905    | 979           | 80                  |
| Hagenow     | 86.541    | 1.544         | 56                  |
| Lübz        | 39.747    | 705           | 56                  |
| Ludwigslust | 68.554    | 1.118         | 61                  |
| Parchim     | 43.866    | 704           | 62                  |
| Perleberg   | 89.497    | 1.076         | 83                  |
| Schwerin    | 41.450    | 881           | 47                  |
| Sternberg   | 26.116    | 496           | 53                  |

### Bezirk Suhl
| Landkreis          | Einwohner | Fläche in km2 | Bev.-Dichte Ew./km2 |
| ------------------ | --------- | ------------- | ------------------- |
| Bad Salzungen      | 85.447    | 643           | 133                 |
| Hildburghausen     | 64.046    | 684           | 94                  |
| Ilmenau            | 67.525    | 346           | 195                 |
| Meiningen          | 71.140    | 695           | 102                 |
| Neuhaus am Rennweg | 42.988    | 320           | 134                 |
| Schmalkalden       | 67.137    | 405           | 166                 |
| Sonneberg          | 65.387    | 307           | 213                 |
| Suhl               | 79.383    | 453           | 175                 |